# Gamla stan (tunnelbanestation)
Gamla stan är en station i Stockholms tunnelbanenät, belägen i stadsdelen Gamla stan i Stockholms innerstad.
Stationen trafikeras av både T-bana 1 (gröna linjen) och T-bana 2 (röda linjen) och ligger mellan stationerna T-Centralen och Slussen. Själva stationen ligger mellan Munkbroleden och Munkbrohamnen och delvis under Centralbron. Stationen är belägen utomhus och har två plattformar, den västra för tåg norrut och den östra för tåg söderut. Plattformarna nås från en biljetthall belägen under spåren och plattformarna. Biljetthallen nås från Mälartorget, Munkbroleden eller från Munkbrohamnen.
Stationen ritades av arkitekt Magnus Ahlgren och togs i bruk den 24 november 1957 då "sammanbindningsbanan" mellan Slussen och Hötorget invigdes. På området fanns innan dess Köttorget med Köttorgshallen och Munkbrohallen. 
Avståndet från Slussen är 480 meter. Konstnärlig utsmyckning fick stationen i samband med en större renovering 1997–1998. Konsten på stationen utgörs av medeltida vävmönster, Vädersolsmotiv och cementmosaikmönstrade golv av Göran Dahl, 1998, samt stängsel med vävmönster mellan spåren av Britta Carlström, 1998.
I ett tidigare ritningsskede benämndes stationen Mälartorget.

## Bilder

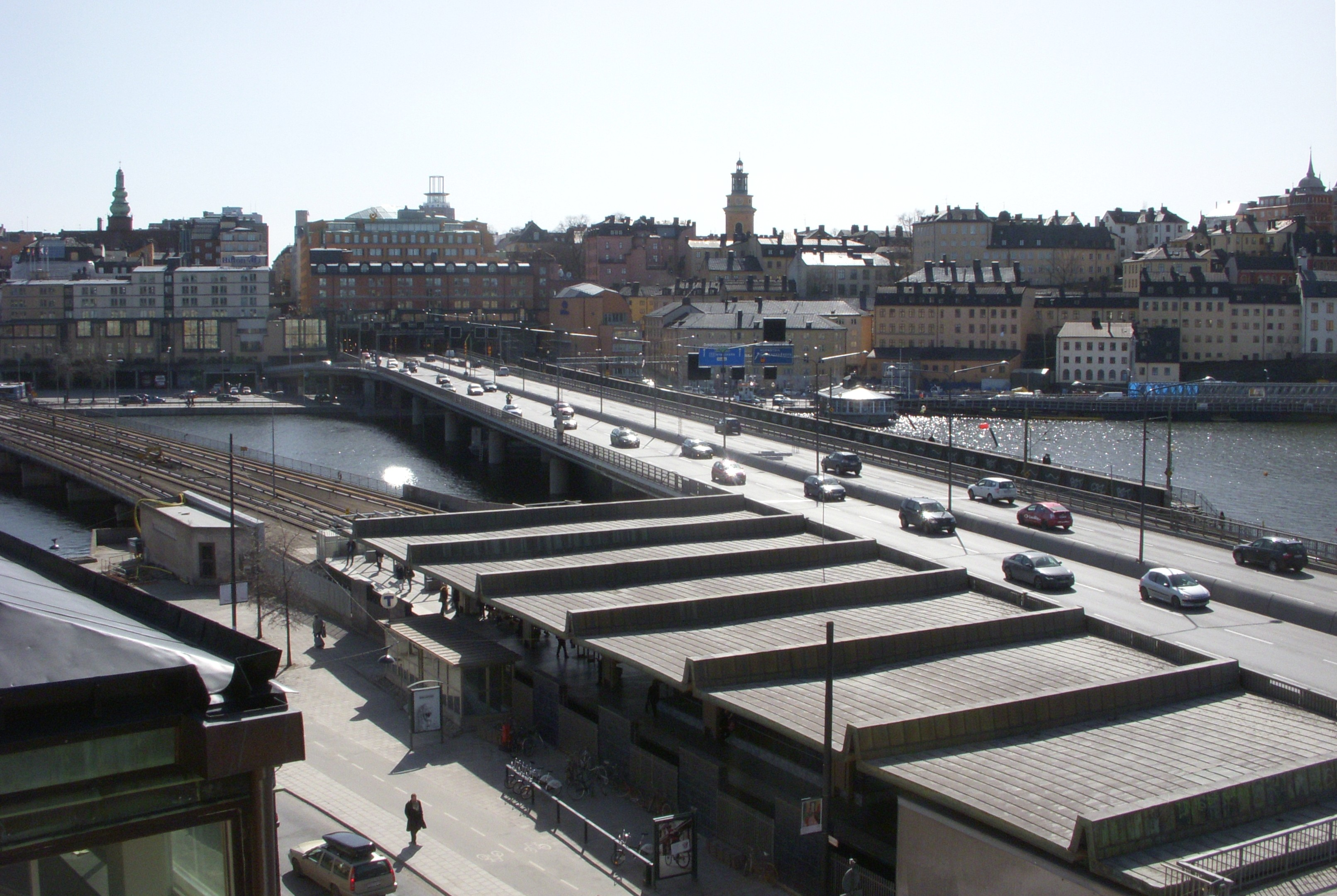
Stationsbyggnaden från ovan, 2011
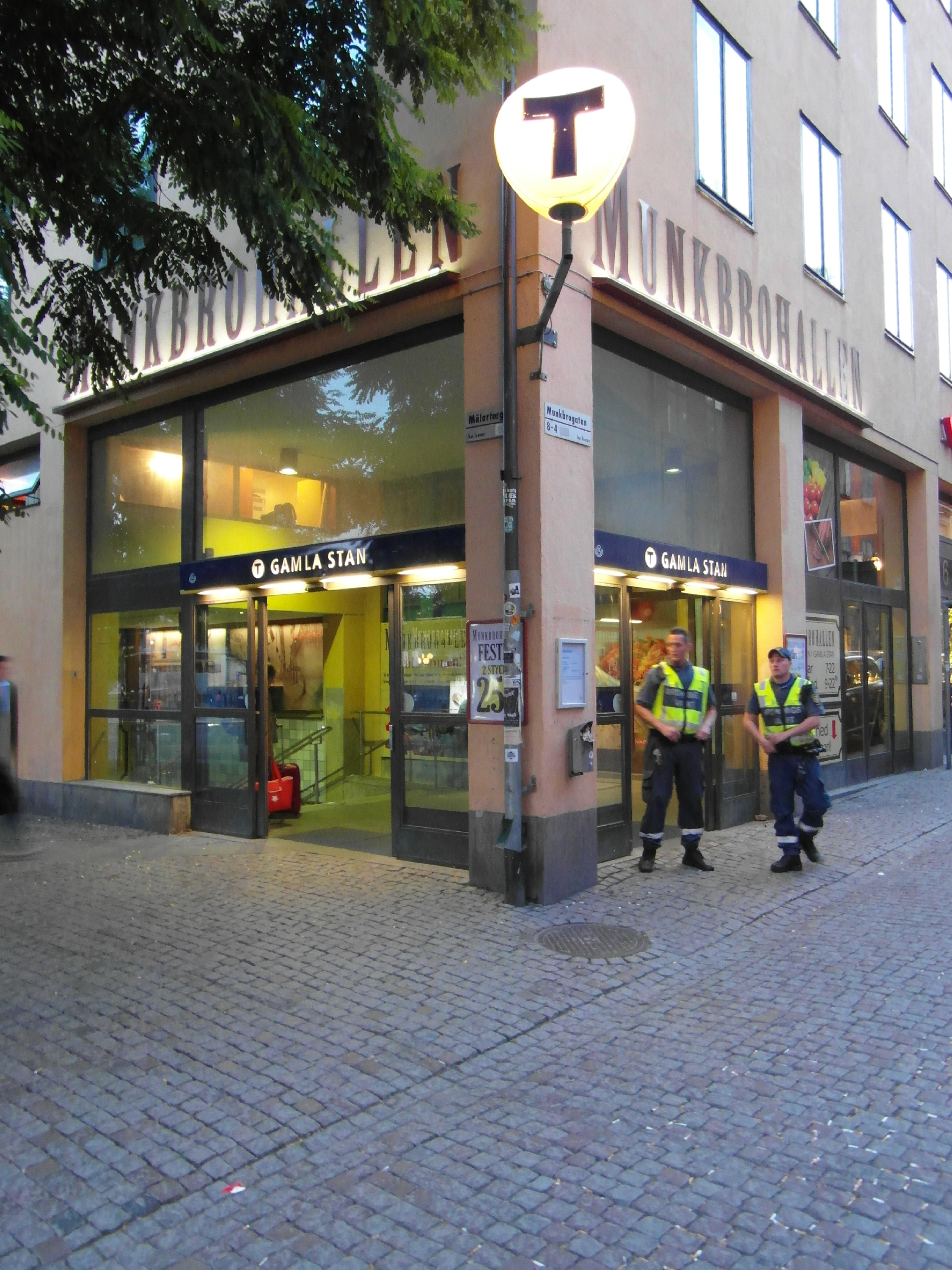
Entré Mälartorget
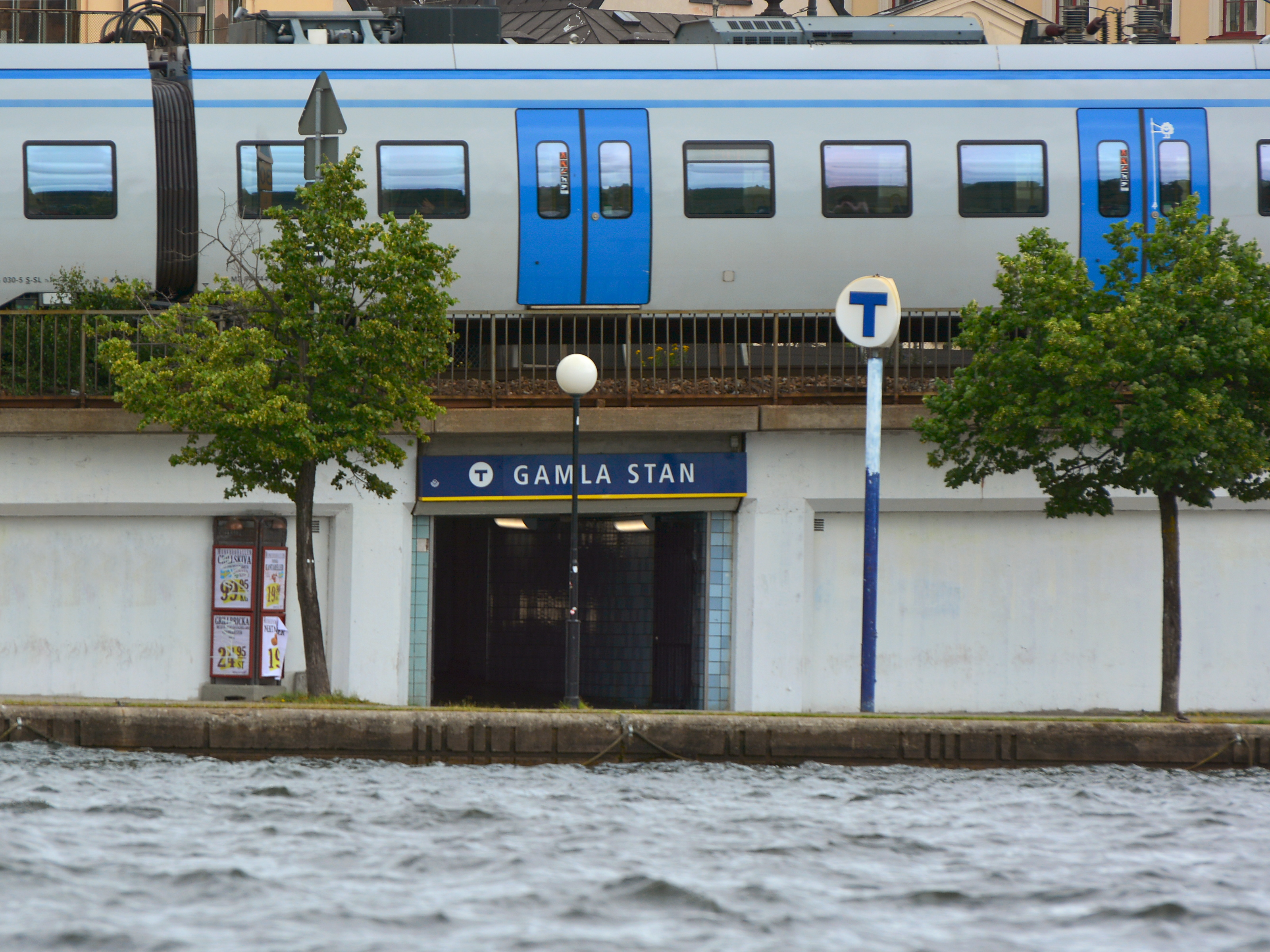
Entré från Munkbrohamnen, 2015
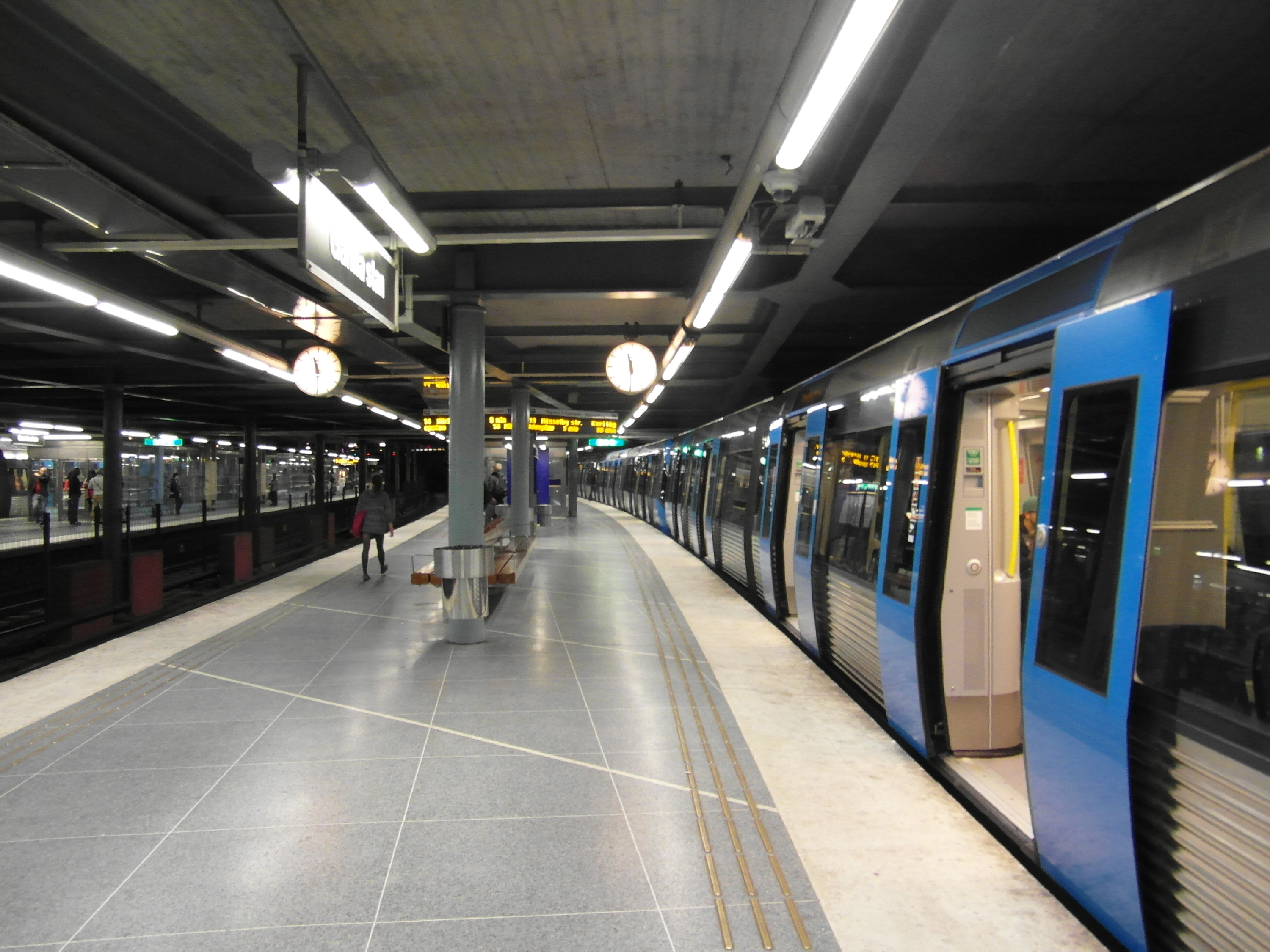
Grön linje spår 1 norrut med C20-tåg och till vänster röd linje spår 2 norrut
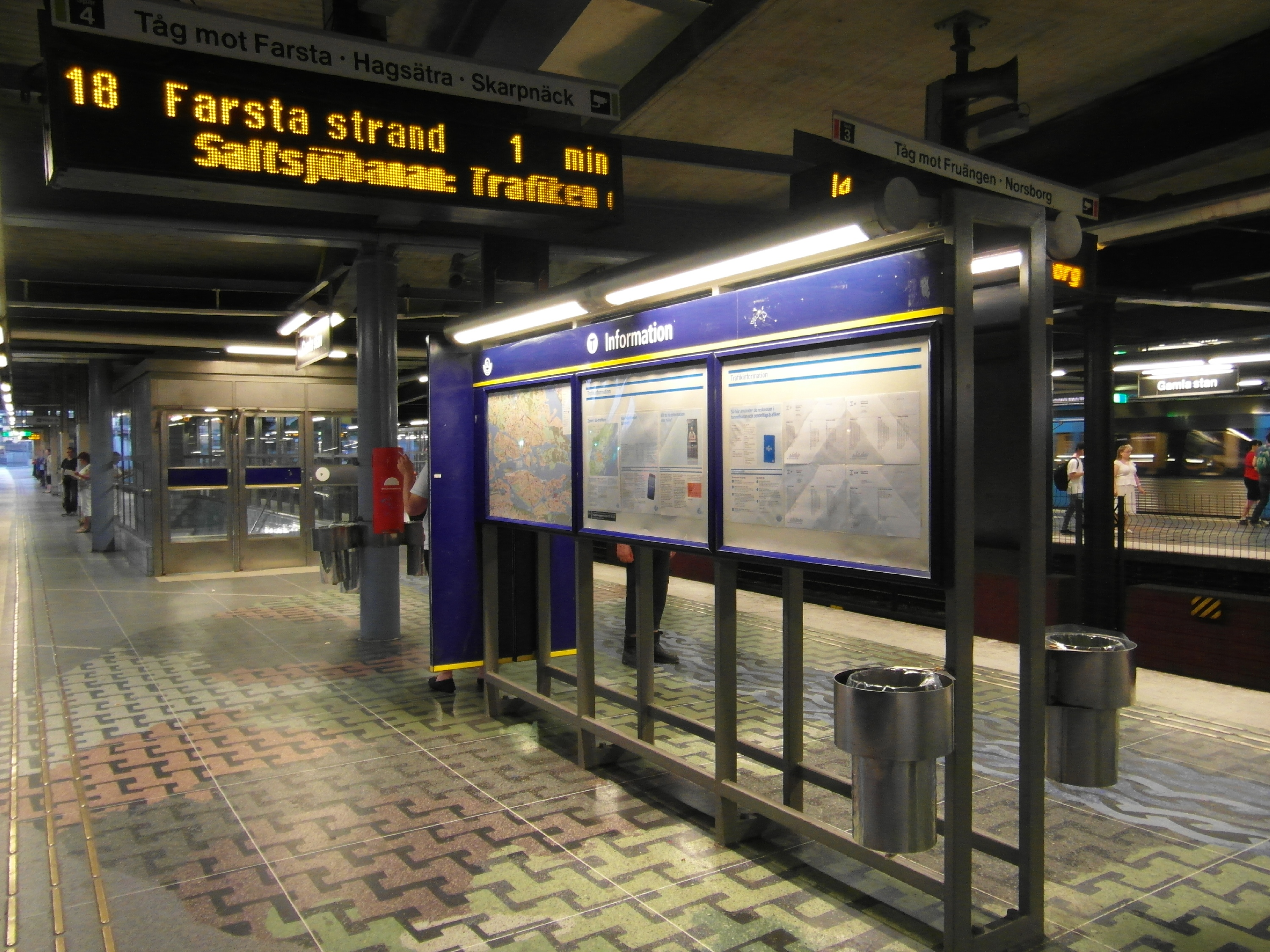
Grön linje spår 4 söderut och till höger röd linje spår 3 söderut
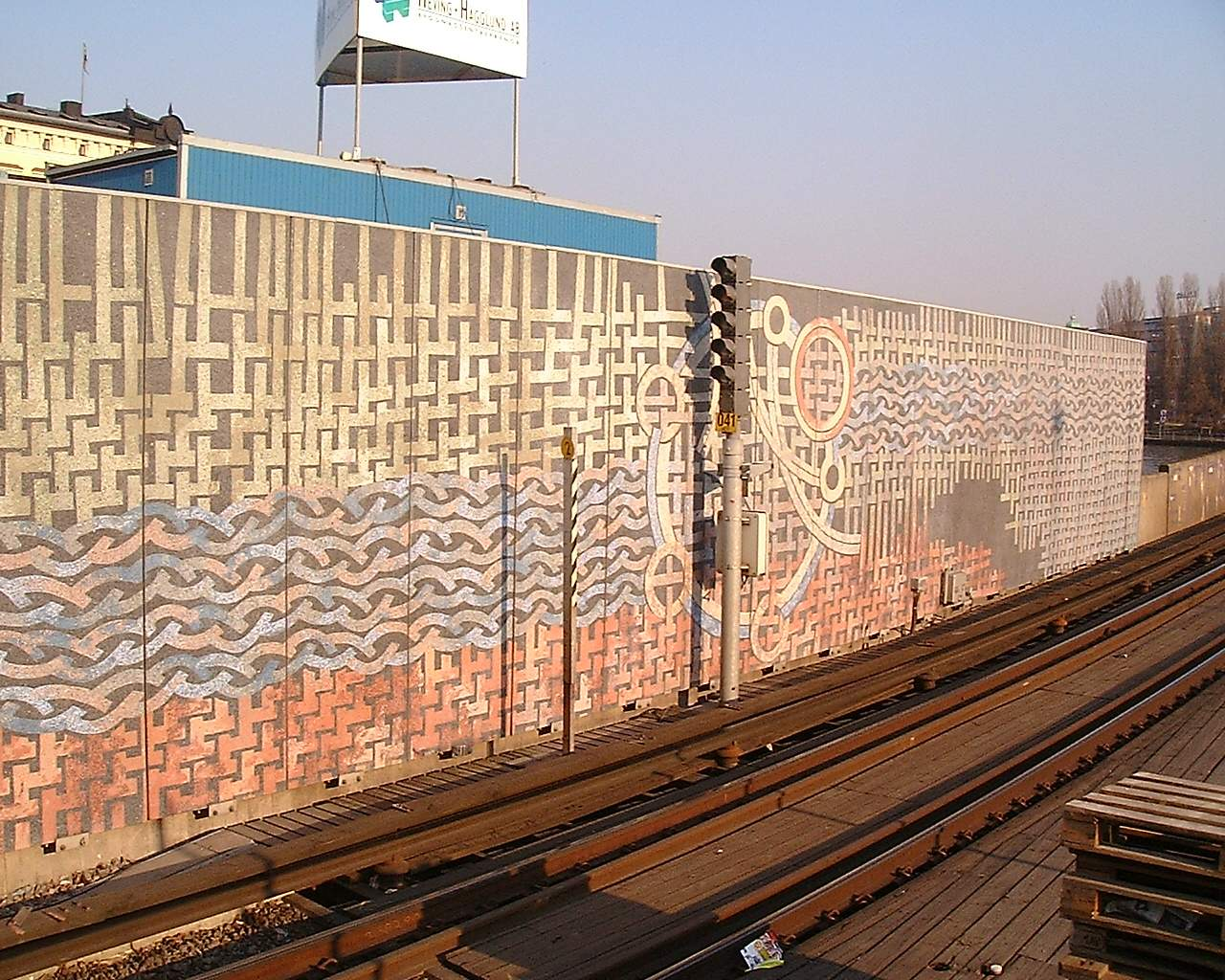
Konstnärlig utsmyckning med vävmotiv, 2007